# 테오필 델카세
테오필 델카세(Théophile Delcassé, 1852년 3월 1일 아리에주, 파미에 - 1923년 2월 22일 알프마리팀, 니스)는 프랑스 제3공화국의 정치인이다. 불영관계의 개선을 이끌어 낸 주역 중 한 사람으로, 이는 곧 불영협상의 체결로 이어졌다.

## 생애

### 유년기와 언론인 경력 시작
테오필 델카세는 파미에에 자리잡은 건물주 소부르주아 가정의 품에서 태어났다. 아버지 로랑 델카세(1826-1889)는 미술 교사였다. 로랑 델카세는 아내와 사별한지 몇 년이 지나고 1857년에 마리 리비에르와 재혼했다.  
테오필 델카세는 중등교육을 콜레주 드 파미에에서 받았고, 1870년 바칼로레아를 취득하여, 이후 툴루즈 대학교 문학부에 입학한다. 1874년 학사 학위를 받은 다음, 쉬드웨스트 지방의 여러 학교, 특히 타르브와 몽토방에서 복습 교사로 일하다가, 이후 파리로 상경한다.
프랑스의 수도에서, 테오필 델카세는 공화주의 좌파의 주요 사상적 지도자 중 하나였던 레옹 강베타가 편집하는 <라 레퓌블리크 프랑세즈(La République française)>에 맨 처음 기고하면서 언론계에 투신한다. 1877년을 기점으로, 도덕적 질서(l'Ordre Moral)가 끝나고, 곧이어 마크 마옹 장군이 프랑스 공화국 대통령직을 사임하자, 델카세는 <르 탕(Le Temps)>, <르 마탱(Le Matin)>이나 <르 주르(Le Jour)>에서 몇몇 기사들을 기고하기도 했다. 파리에서의 사회 초년기 이후, 델카세에게 정치에 입문하는 순간이 찾아왔다.

### 정치 경력

#### 아리에주의 급진파 하원의원
출신지였던 아리에주에서, 테오필 델카세는 1885년 10월 푸아 아롱디스망의 총선 후보가 되었다. 델카세는 좌파의 승선에 기여하고자 공화파의 단일화를 위해서 2차 투표에서는 양보했다. 반교권주의적인 신념을 지닌 델카세는 1886년 1월달에 푸아의 라틴 형제회(la fraternité latine) 롯지에서 프리메이슨에 입교한다.
1886년 경, 델카세는 파리의 오페라 여가수, 로즈 카롱(1857-1930)을 정부로 두었다.
1887년 10월 26일, 델카세는 주느비에브 왈레(1850-1925)와 결혼한다. 부인은 하원의원 가스통 마십(1842-1885)의 과부였다. 1888년 빅드소 캉통의 주의원으로 선출된 델카세는 다음 해 1889년 총선에서 당선되어 하원에 입성한다. 이후 지속적으로 재선되며 1919년까지 30년간 푸아 하원의원직을 유지했다. 
급진주의에 마음을 가졌으나, 그럼에도 아리에주 의원으로서는 조르주 클레망소나 가스통 두메르그와는 다르게 국무회의 의장 쥘 페리의 식민주의 정책을 지지했다. 델카세는 또한 오랑 하원의원 외젠 에티엔이 이끌고 주로 대체로 중도층을 지지자로 삼은 식민주의 정권과 연결되어 있었다. 

#### 장관으로서의 책임
외교 문제에 관심을 가지던 젊은 의원, 델카세는 1893년 식민부 차관보(Sous-secrétaire d'État aux Colonies)직을 맡았다. 델카세는 1월 18일부터 11월 25일까지 해당 직책을 맡았으며, 이후 다음 해에는 식민장관으로 임명되었다. 1898년 6월 28일, 델카세는 외무장관이 되었다. (앙리 브리송 2기 내각) 델카세는 외무장관직을 뒤이은 6개의 내각에서 계속해서 수행한다. (뒤퓌 4기, 뒤퓌 5기, 발데크루소, 콩브, 루비에 2기 (1905년 6월 17일까지))

#### 외무장관, 불영협상의 주역
델카세가 46세가 되었을 때, 케 도르세는 격양되었다. 프랑스 외교관들은 동부 수단의 파쇼다(현 코도크)에서 벌어지는 사건들을 우려했다. 실로 1898년 7월 10일, 콩고-나일 원정대를 이끄는 마르샹 사령관이 프랑스의 이름으로 이 지역을 점령했다. 9월 19일, 키치너 경과 그의 휘하 3,200명이 도착하면서 상황은 복잡해졌다. 키치너 경은 대영제국이 나일강의 삼각주부터 발원지까지, 나일강 유역을 장악하지 못하게끔 "유럽인들 따위"가 방해하는 것을 용납하지 않았다. 몇 차례 협상이 있고 나서, 영국군은 파쇼다 주변을 봉쇄했으며, 이 지역적인 위기는 매우 빠르게 국제적인 위기가 되었다. 프랑스와 영국 사이의 관계는 갑작스럽게 전쟁도 가능할 정도로 악화되었다. 그럼에도 영국의 최후통첩이 있자, 델카세는 11월 4일 프랑스 장교에게 물러나라고 명했다. 프랑스에서, 이 후퇴는 민족주의가 번진 여론을 충격에 빠뜨렸다.
그럼에도 이 능숙한 협상가는 영광스럽지 않은 이 퇴각을 외교적인 성공으로 전환했다. 파쇼다 위기는 실로 양 식민 강국이 화해하도록 했다. 1899년 3월 21일, 아프리카 대륙에서의 충돌점을 없애는 한 협의가 맺어졌다. 이 협의에서 영국에게 나일강 유역 전체를 양도했으나, 그 대신 영국은 모로코에 대한 야심을 포기했다. 이로써 양국간 "불영협상"의 기반이 마련되었다. 불영협상은 1904년 4월 8일 에밀 콩부가 이끄는 내각 아래서 구체화되었다. 2년 동안 콩브는 델카세에게 전적으로 신뢰했고, 델카세는 자신의 국제적인 야심을 실현하는데 있어 의회의 암묵적인 동의를 이미 얻었다. 수수께끼에 대한 취향으로 명성있던 이 외무장관은 1892년 2월부터 동료들에게 자신의 외교 계획을 털어놓았다. 이 계획은 프랑스의 고립을 깨고 독일에 불리하게끔, 유럽의 균형을 뒤흔드는 것을 목표로 했다. 이를 위해서는 비스마르크 수상에 의해 이전 수십년간 구축된, 독일 제국을 오스트리아-헝가리 제국, 이탈리아, 러시아와 연결해 주었던 동맹 체계를 무너뜨리는 것이 필요했다.
1899년 8월 9일, 프랑스 제3공화국은 그렇게 6년 전 맺은 군사 협정을 보완하여 차르 니콜라이 2세의 러시아와의 외교 동맹을 체결했다. 비밀 조약을 체결한 다음, 1900년 12월 24일, 테오필 데카세는 이탈리아 정부에게 리비아 영토에 대한 이점을 주어 삼국동맹으로부터 이탈리아를 떼어 놓는데 성공했다. 그 대가로, 프랑스 외교관들은 1900년 12월 16일 모로코에 대한 프랑스의 권리를 이탈리아로부터 확인받았다. 비록 탕제르 사건이 있었지만, 이 권리는 문제시되지 않았다. 1905년 3월 31일, 독일 황제 빌헬름 2세는, 탕제르에 상륙하여 모로코를 보호령으로 만드려고자 한 프랑스의 책략에 맞서 모로코의 독립을 보호하고자 하는 자신의 의도를 표명했다. 국무회의 의장 모리스 루비에는 독일의 뷜로우 수상이 델카세 외무장관의 즉각적인 사임을 요구한다는 내용을 전달받았다.
루비에 의장은 "독일의 찡그림 때문에 델카세 씨를 해임시킬 수는 없다고" 주장했으나, 그럼에도 루베 대통령의 동의와 함께 델카세 장관을 해임했는데, 두 사람 모두 독일과의 전쟁이 지니는 리스크가 이 모욕을 정당화할 것이며, 프랑스가 어떤 승리의 가망도 없이 독일과 군사 충돌에 들어갈 수 없으리란 것을 인지하고 있었다. 6월 6일 장관회의에서 모두에 의해 버려진 델카세는 사임할 수 밖에 없었다. 그렇지만, 다음 해 알헤시라스에서 열린 국제 회의에서 모로코에 대해 프랑스가 지니는 권리의 정당성을 인정받았다.

#### 해군장관
1911년 1월달, 아리에주 하원의원이던 델카세는 장관직으로 돌아오는데, 해군장관직을 맡았다. 해군장관직을 맡고 나서 테오필 델카세는 아가디르 위기를 맞닥뜨리게 된다. 7월 1일, 독일 군함 SMS 판터가 프랑스의 실력행사를 반대한다는 명분으로 모로코 해안에 보내졌다. 같은 해 11월 4일, 두 경쟁국 사이에 교환 협정이 체결되었다. 이 협정은 어떤 대가를 치러서라도 전쟁을 막고자 한 국무회의 의장 조제프 카요의 요구로, 외무장관 쥐스탱 드 셀브와 식민장관 알베르 르브룅이 교섭했다. 협정의 내용은 다음과 같다. 독일은 북아프리카에 대한 이해관계를 두지 않기로 합의하고, 그 대가로 카메룬과 벨기에 영토 사이에 있는 콩고의 주요 부분을 양도받는다.

#### 케도르세로의 복귀
1913년 2월달부터 1914년 1월달까지, 테오필 델카세는 상트페테르부르크의 대사였다. 같은 해 8월 26일부터, 비록 온 유럽이 전화에 휩싸였으나, 삼국협상의 주역이던 델카세는 르네 비비아니가 꾸린 내각에서 외무장관직으로 돌아왔다. 외무장관직을 맡은 델카세는 이탈리아를 독일의 편에서부터 떼어 놓는데 힘썼고, 이탈리아는 1915년 5월 23일 연합국의 편으로 전쟁에 참여한다. 그렇지만, 테오필 델카세는 불가리아가 동맹국 세력에 들어가는 것을 막지 못했다. 이 실패로 낙담하고 대중들에게 비난받으며, 과로한 델카세는 1915년 10월 13일 사임한다.

#### 말년
아리에주 하원의원으로 재선한 테오필 델카세는 1916년 6월 20일, 테살로니키 군사 원정 계획을 하원에서 맹렬히 반대한다. 델카세는 얼마 지나지 않아 독일군에 포로로 잡힌 아들 자크(1891-1918)의 죽음에 동요하여, 정계를 은퇴한다. 1921년 6월, 델카세는 자기 딸 "수잔" 로랑스 델카세(1889-1965)를 이후 모로코에 거주하게 되는 샤를 노게 중령과 엑슬레테름에서 결혼시켰다.

### 사망
테오필 델카세는 니스에서 1923년 2월 22일에 사망했다. 테오필 델카세는 파리 몽마르트르 묘지에 묻혔다. 그의 무덤에는 다음과 같은 명구가 써있다. "이 몇 단어들이 내 인생 전체를 요약한다: 프랑스를 위해서pour la France, 모든tout, 항상toujours ".

## 부록

### 참고 문헌
- « Théophile Delcassé », dans le Dictionnaire des parlementaires français (1889-1940), sous la direction de Jean Jolly, PUF, 1960
- Louis Claeys, H. Garrus, J.-L. Lafont, Théophile Delcassé, 1852-1923 : député de l'Ariège et ministre, Pamiers, 1988. Fac-similé : [Pamiers] : Acala, DL 2001 ( 09-Pamiers : Impr. CELMA ) .- 1 vol. (345 p.) : fac-sim., photogr., couv. ill. ; 24 cm. Bibliogr. p. 336-339.
- Louis Claeys, Deux siècles de vie politique dans le département de l'Ariège, 1789-1989, Pamiers, 1994.
- Jean-Philippe Zanco (dir.), Dictionnaire des ministres de la Marine, SPM, 2011.
- Charles Zorgbibe, Théophile Delcassé, le grand ministre des Affaires étrangères de la IIIe République, Éditions Olbia/Histoire, 2001.
- Victor Méric, « Théophile Delcassé, Les Hommes du Jour, n° 25 », daté du 11 juillet 1908. Portrait par Aristide Delannoy.